# Swanzey
Swanzey és una població dels Estats Units a l'estat de Nou Hampshire. Segons el cens del 2000 tenia 6.800 habitants.

## Demografia
Segons el cens del 2000, Swanzey tenia 6.800 habitants, 2.666 habitatges, i 1.874 famílies. La densitat de població era de 58,4 habitants per km².
Dels 2.666 habitatges en un 33% hi vivien nens de menys de 18 anys, en un 57% hi vivien parelles casades, en un 9,2% dones solteres, i en un 29,7% no eren unitats familiars. En el 22,5% dels habitatges hi vivien persones soles el 8,4% de les quals corresponia a persones de 65 anys o més que vivien soles. El nombre mitjà de persones vivint en cada habitatge era de 2,55 i el nombre mitjà de persones que vivien en cada família era de 2,97.
Per edats la població es repartia de la següent manera: un 25,1% tenia menys de 18 anys, un 7% entre 18 i 24, un 30,1% entre 25 i 44, un 24,9% de 45 a 60 i un 13% 65 anys o més.
L'edat mediana era de 38 anys. Per cada 100 dones de 18 o més anys hi havia 92,2 homes.
La renda mediana per habitatge era de 44.819$ i la renda mediana per família de 51.500$. Els homes tenien una renda mediana de 32.421$ mentre que les dones 25.607$. La renda per capita de la població era de 20.150$. Entorn del 3% de les famílies i el 5,4% de la població estaven per davall del llindar de pobresa.